# Domaine de Sokyryn
Le domaine Sokyryn, domaine Galagan, (en ukrainien : Соки́ринський архітекту́рно-па́рковий ко́мплекс) est un ancien domaine complexe palatial situé dans le raïon de Vinnytsia, en Ukraine.

## Histoire du domaine
Il est une demeure de Pavel Galagan entre 1823 et 1829 par l'architecte Pavel Dubrovsky et le paysagiste Bisterfeld. Ce palais compte 60 pièces deux pont et un grand parc.

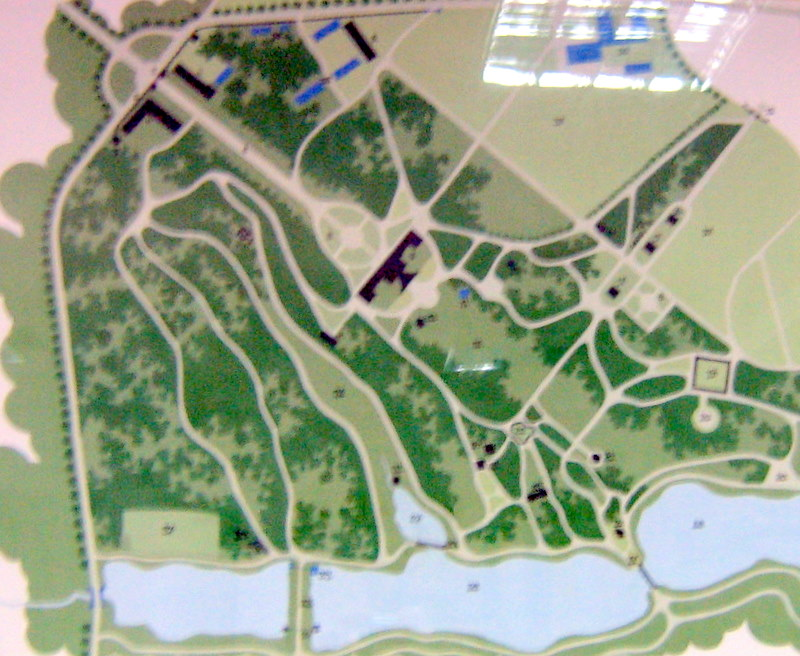
Plan du parc.
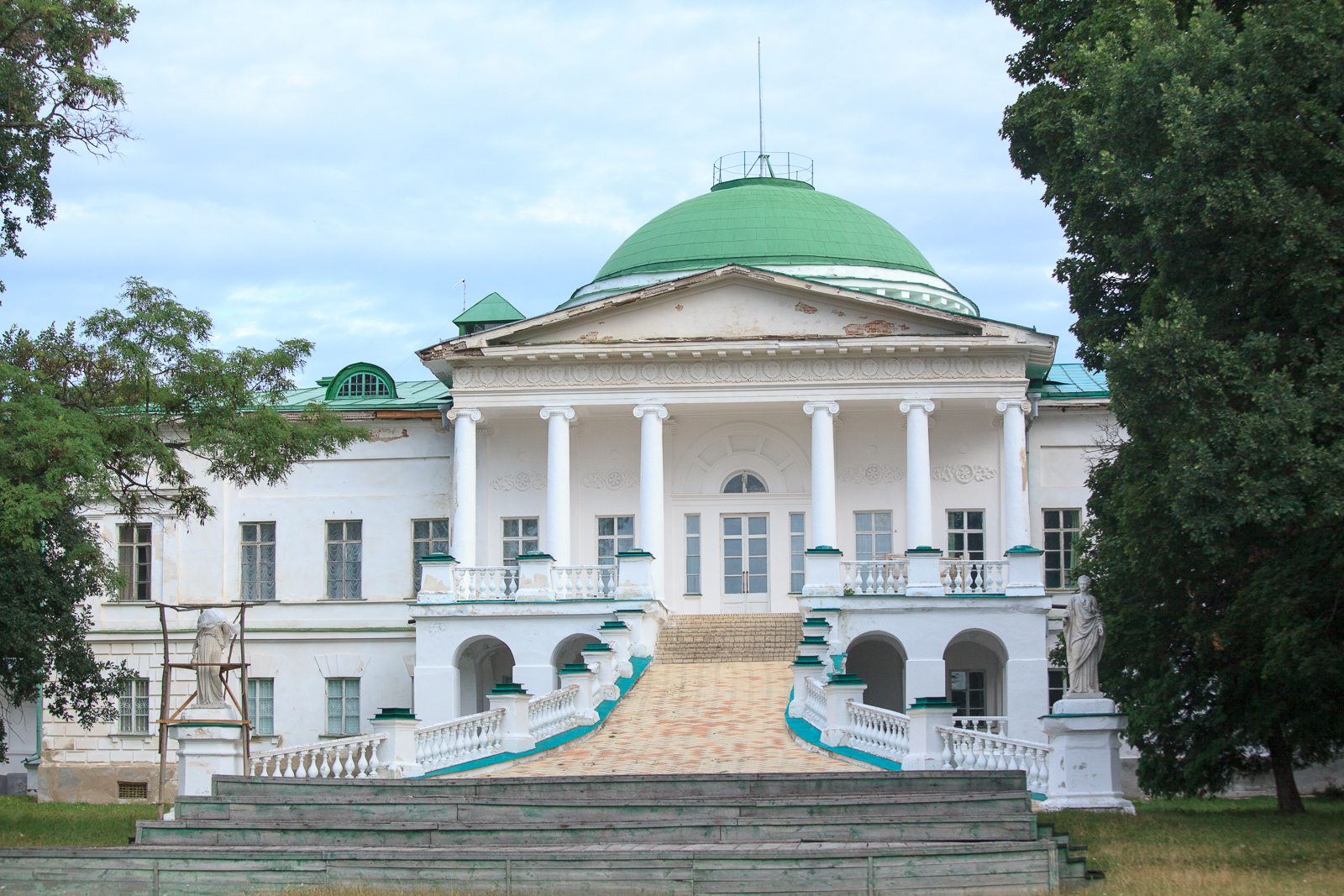
Sa colonnade.
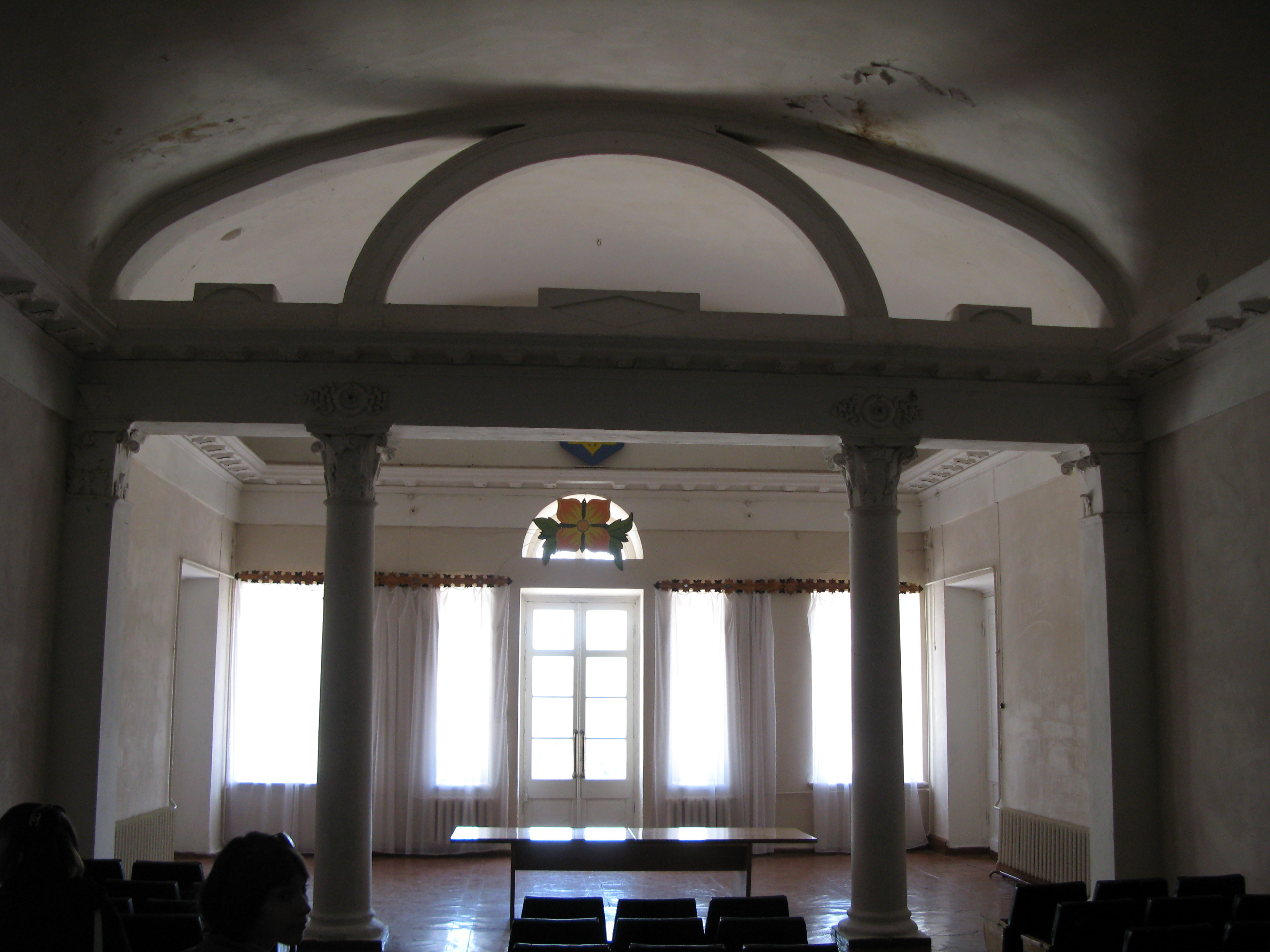
Intérieur.
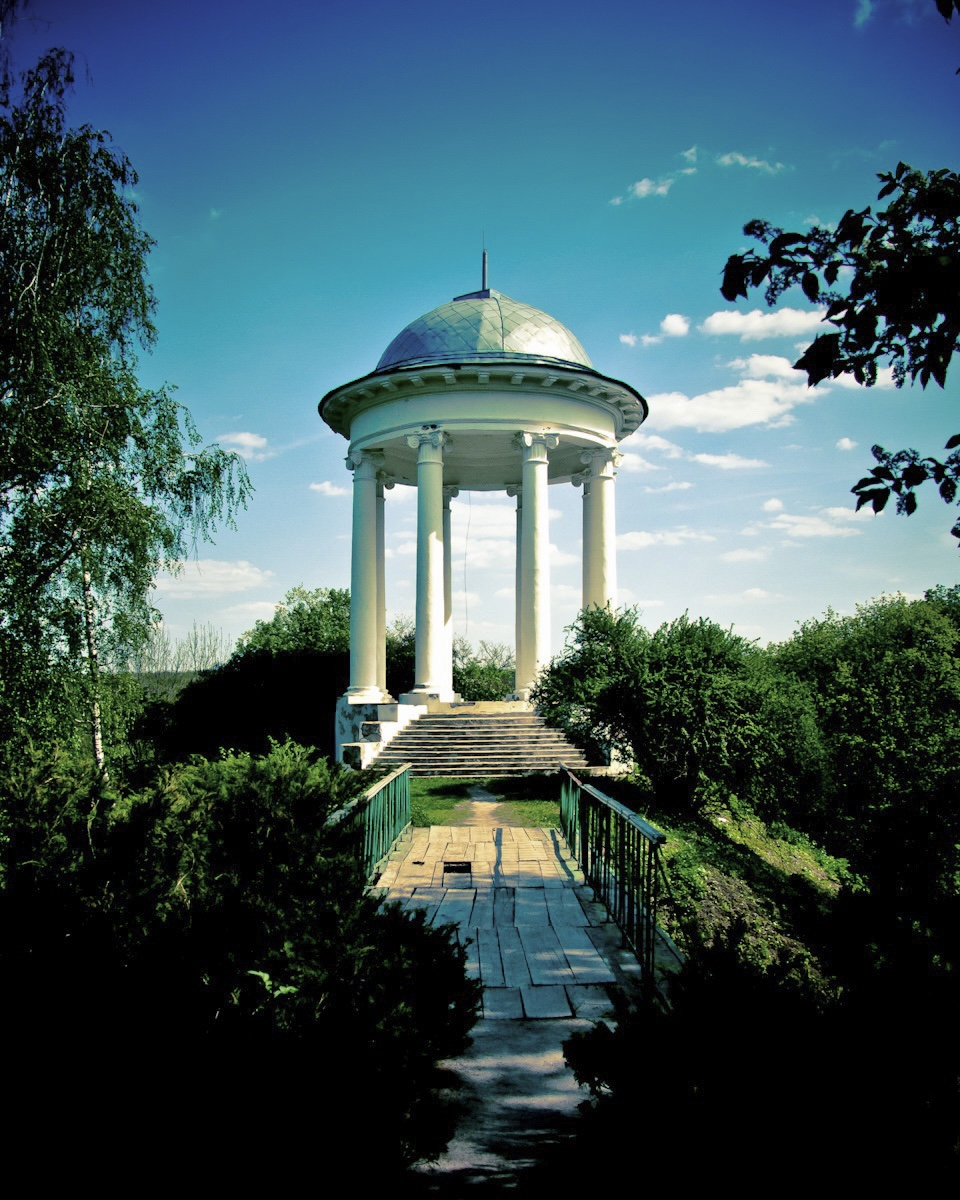
Kiosque du jardin.
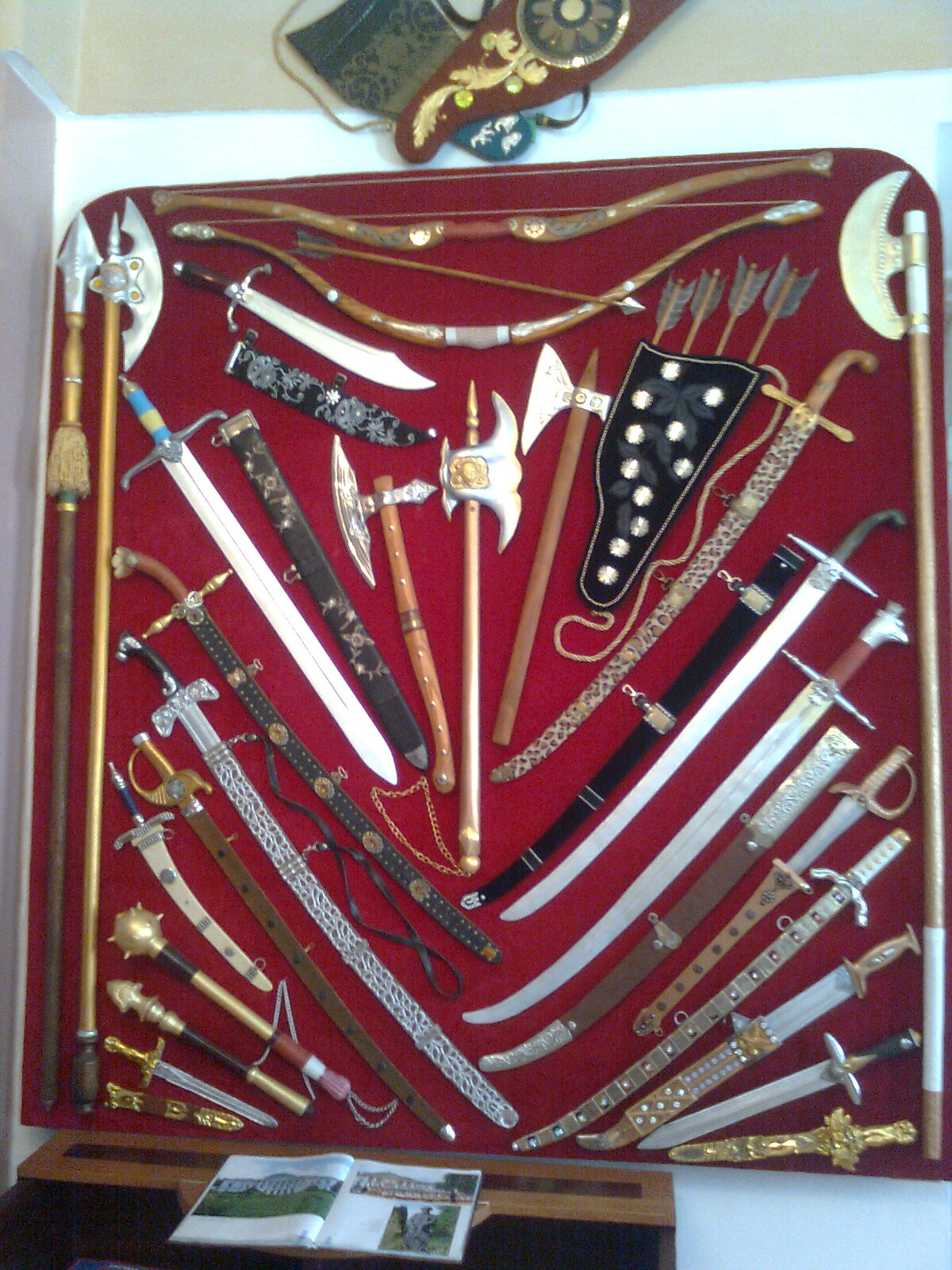
Collection d'armes blanches
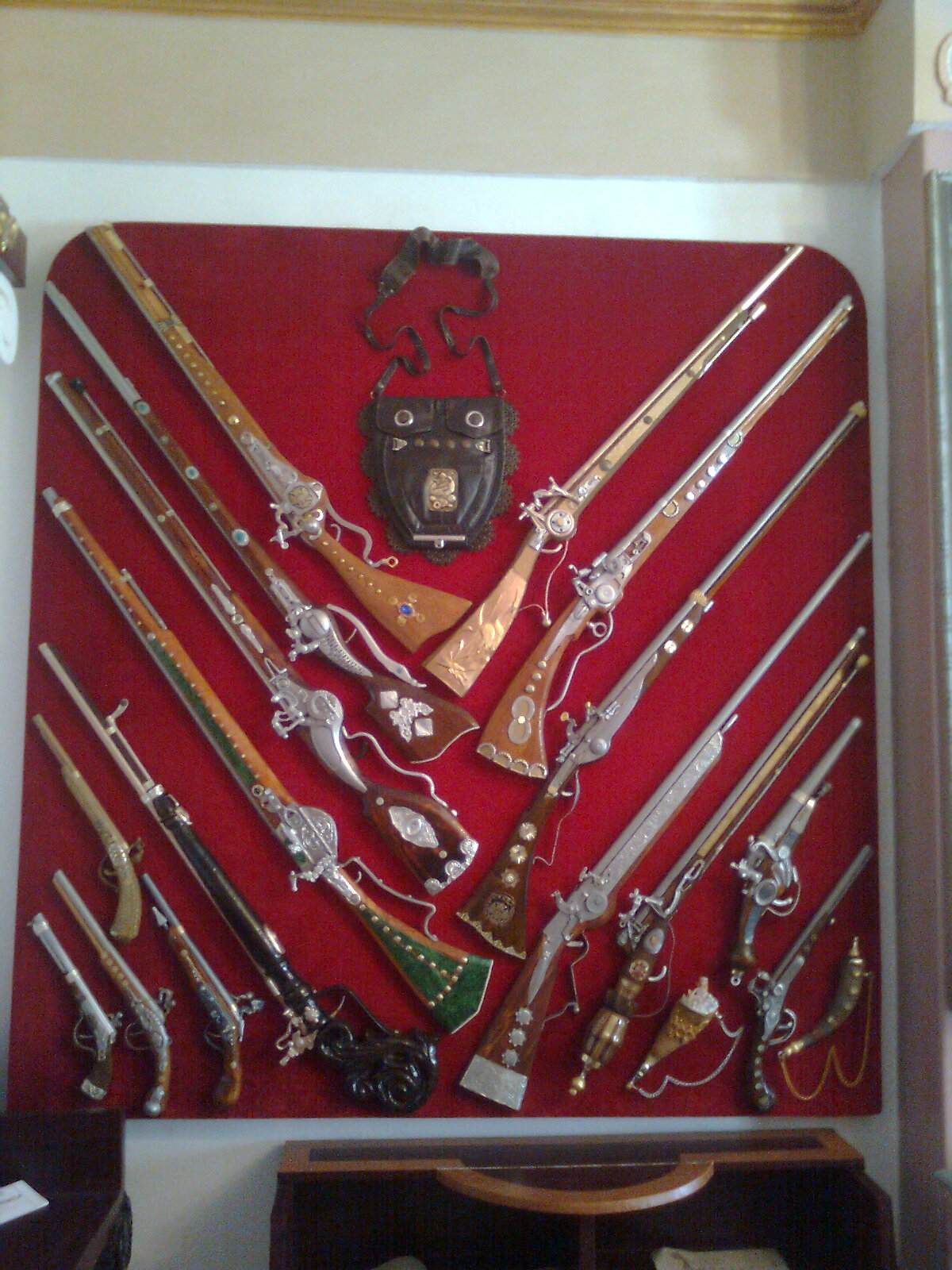
et d'anciennes armes à feu.